# Red de Municipios por la Tercera República

Bandera oficial durante de la Segunda República Española.

Bandera utilizada durante la Primera República Española.

La Red de municipios y cargos públicos por la Tercera República es una plataforma republicana española.
La red se constituyó el 26 de julio de 2007 cuando once ayuntamientos andaluces presentaron en el Parlamento Andaluz una moción para solicitar la apertura de un proceso constituyente que permitiese la instauración de una república en España. A estos ayuntamientos se han ido adhiriendo otros, hasta llegar a la veintena. En diciembre de 2007, el ayuntamiento de Casarrubuelos fue el primer municipio de fuera de Andalucía y el primero de la Comunidad de Madrid en unirse a la red, de la que también forman parte aproximadamente un millar de cargos públicos.
En enero de 2008 los alcaldes de los municipios adheridos entregaron en el Congreso de los Diputados las mociones que habían aprobado en favor de la instauración de la Tercera República.
El coordinador de la Red de Municipios es el exparlamentario andaluz de Izquierda Unida y secretario general del Partido Comunista de Andalucía en Málaga, Antonio Romero.
Cuenta con el apoyo de la mayoría absoluta de los partidos políticos integrados en Unidos Podemos y sus equivalencias según región de España o municipio (Compromís-Podemos-EUPV: A la valenciana, Elkarrekin Podemos, En Comú Podem-Guanyem el Canvi, En Marea, Unidad Popular (España), Ahora Madrid, Barcelona en Comú, etcétera). Además cuenta con el apoyo de Comisiones Obreras y Sindicato Andaluz de Trabajadores.

## Actividades
- En algo más de un año de existencia, la Red de Municipios ha presentado el Manifiesto a favor de un Proceso Constituyente, firmado por personalidades como Rosa Regás, Luis García Montero, Julio Anguita o José Manuel Martín Medem, y tejió una alianza con el periódico digital laRepublica.es como medio de expresión.
- La red se puso a disposición del exjuez de la Audiencia Nacional Baltasar Garzón para que investigue las desapariciones durante el franquismo y la Guerra Civil,[3]
- Según su coordinador, entre un 35 y un 40 por ciento de los españoles se declararían republicanos.[4]

### Andalucía

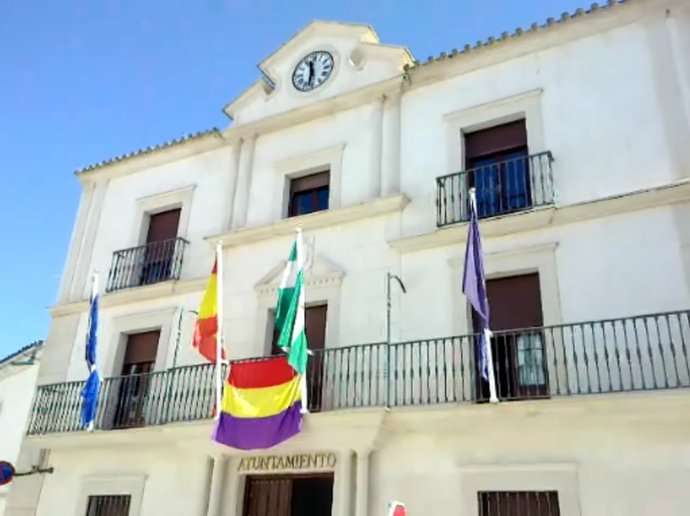
Ayuntamiento de Gilena (Andalucía)

En la Comunidad Autónoma de Andalucía es sin duda el lugar donde mayor implantación tiene esta plataforma. De los nueve pueblos fundadores la Red de Municipios por la Tercera República, todos eran andaluces y su coordinador y principal impulsor es el malagueño y comunista Antonio Romero. 
De los 36 pueblos que hasta la actualidad han pasado a formar parte de la red, 21 son de Andalucía y dentro de esta comunidad destacan los pueblos de la vega malagueña y de la Sierra Sur de Sevilla donde el Partido Comunista de Andalucía y el Sindicato Andaluz de trabajadores/as tienen bastante poder e influencia.
- La Red de Municipios por la Tercera República ha presentado diversas mociones de apoyo al exalcalde de Puerto Real (Cádiz), José Antonio Barroso Toledo, del Partido Comunista de Andalucía, investigado por unas declaraciones realizadas en un acto público en el que calificó al Rey de "corrupto".[5]
- En Casariche (Sevilla), que fue uno de los pueblos que crearon la plataforma el 26 de julio de 2007, el Ayuntamiento de esta localidad inauguró ya el 30 de diciembre de 2006, la Plaza de la República en la que se levantó un gran mosaico con una Alegoría de la II República y en la que se puede leer lo siguiente: En recuerdo de los hombres y mujeres de Casariche que sufrieron y perdieron la vida, como consecuencia de la sublevación militar en julio de 1936. Su defensa de la libertad, la democracia y la Segunda República quedarán en la memoria de este Pueblo
- En el municipio de Gilena (Sevilla), pueblo que forma parte de la plataforma desde junio de 2008, en abril de 2011 coincidiendo con el aniversario de la proclamación de la II República Española, la asociación Juventud Gilenense organizó una charla-coloquio y colocó la bandera tricolor en el Ayuntamiento. Además en este mismo pueblo, en 2006 se construyó un monumento de amplias dimensiones de forma cuadrangular, en el que en cada diferente lado del monolito se han grabado las palabras de: DEMOCRACIA, LIBERTAD, IGUALDAD, y en otro por último "A LA MEMORIA DEL GILENENSE OLVIDADO. 1931-2006". Cada 14 de abril y 18 de julio algunas ciudadanas y ciudadanos colocan personalmente flores o velas en homenaje.
- En Pedrera (Sevilla), que fue otro de los pueblos que crearon la RPTR en julio de 2007, un año después, el 27 de octubre de 2008 inaugura también en una zona nueva del municipio la Plaza de la República, a la que acudió y participó el coordinador de la misma plataforma y secretario general del Partido Comunista de Andalucía en la provincia de Málaga, Antonio Romero.

### País Vasco
Si bien el primer municipio que se unió a la red fue Ondárroa, fue importante que Éibar (primera ciudad donde se proclamó la Segunda República), en una moción promovida por Ezker Anitza (Izquierda Unida de Euskadi), sin siquiera tener concejal alguno en ese momento, salió adelante con los votos a favor de PSE-EE y Bildu. Esto además, supone ser la primera población de más de 25.000 habitantes en unirse a esta red de Municipios.

## Ayuntamientos
| Localidad                | C. autónoma          | Fecha de adhesión                                      | Población |
| ------------------------ | -------------------- | ------------------------------------------------------ | --------- |
| Alcalá del Valle         | Andalucía            | 26 de julio de 2007                                    | 5.150     |
| Almodóvar del Río        | Andalucía            | 26 de julio de 2007                                    | 7.969     |
| Benalúa                  | Andalucía            | 26 de julio de 2007                                    | 3.351     |
| Casariche                | Andalucía            | 26 de julio de 2007                                    | 5.552     |
| La Puebla de Cazalla     | Andalucía            | 26 de julio de 2007                                    | 11.434    |
| Espejo                   | Andalucía            | 26 de julio de 2007                                    | 3.691     |
| Marinaleda               | Andalucía            | 26 de julio de 2007                                    | 2.708     |
| Pedrera                  | Andalucía            | 26 de julio de 2007                                    | 5.240     |
| Víznar                   | Andalucía            | 26 de julio de 2007                                    | 973       |
| Casarrubuelos            | Comunidad de Madrid  | 15 de diciembre de 2007                                | 3.279     |
| Aibar                    | Navarra              | 20 de diciembre de 2007                                | 800       |
| Arriate                  | Andalucía            | 8 de enero de 2008                                     | 4.062     |
| El Borge                 | Andalucía            | 8 de enero de 2008                                     | 1.046     |
| El Burgo                 | Andalucía            | 8 de enero de 2008                                     | 2.027     |
| Humilladero              | Andalucía            | 8 de enero de 2008                                     | 3.215     |
| Teba                     | Andalucía            | 8 de enero de 2008                                     | 4.253     |
| Martín de la Jara        | Andalucía            | 8 de enero de 2008                                     | 2.758     |
| Valle de Abdalajís       | Andalucía            | 3 de junio de 2008                                     | 2.908     |
| Gilena                   | Andalucía            | 4 de junio de 2008                                     | 3.948     |
| Puerto Real              | Andalucía            | 4 de octubre de 2008 hasta elecciones municipales 2011 | 41.101    |
| Trebujena                | Andalucía            | 2 de marzo de 2009                                     | 7.091     |
| La Malahá                | Andalucía            | 16 de abril de 2009                                    | 1.764     |
| Doña Mencía              | Andalucía            | 30 de diciembre de 2009                                | 4.603     |
| Orcoyen                  | Navarra              | 1 de mayo de 2010                                      | 3.511     |
| Villava                  | Navarra              | 27 de mayo de 2010                                     | 10.067    |
| Casares                  | Andalucía            | 3 de junio de 2010                                     | 4.993     |
| Pedreguer                | Comunidad Valenciana | 24 de junio de 2010                                    | 7.615     |
| Irurzun                  | Navarra              | 14 de diciembre de 2010                                | 2.225     |
| Alsasua                  | Navarra              | 24 de febrero de 2011                                  | 7.698     |
| Parres                   | Asturias             | 7 de abril de 2011                                     | 5.842     |
| Berriozar                | Navarra              | 21 de diciembre de 2011                                | 9.449     |
| Ansoáin                  | Navarra              | 23 de diciembre de 2011                                | 10.603    |
| Aoiz                     | Navarra              | 13 de abril de 2012                                    | 2.571     |
| Sangüesa                 | Navarra              | 24 de abril de 2012                                    | 5.254     |
| Ondárroa                 | País Vasco           | 26 de abril de 2012                                    | 8.852     |
| Pasajes                  | País Vasco           | 4 de mayo de 2012                                      | 15.945    |
| Tolosa                   | País Vasco           | 28 de mayo de 2012                                     | 18.574    |
| Éibar                    | País Vasco           | 26 de junio de 2012                                    | 27.396    |
| Baztán                   | Navarra              | 27 de diciembre de 2012                                | 8.075     |
| Santa Coloma de Gramanet | Cataluña             | 2 de abril de 2013                                     | 117.597   |
| Araiz                    | Navarra              | 15 de febrero de 2014                                  | 523       |
| Játiva                   | Comunidad Valenciana | 23 de marzo de 2016                                    | 29.070    |
| Paterna                  | Comunidad Valenciana | 30 de marzo de 2016                                    | 67.156    |
| Chirivella               | Comunidad Valenciana | 31 de marzo de 2016                                    | 29.039    |
| Parla                    | Comunidad de Madrid  | 14 de abril de 2016                                    | 125.323   |
| Viloria                  | Castilla y León      | 4 de octubre de 2016                                   | 337       |
| Camponaraya              | Castilla y León      | 24 de septiembre de 2018                               | 4.062     |

Municipios andaluces de la RMTR.
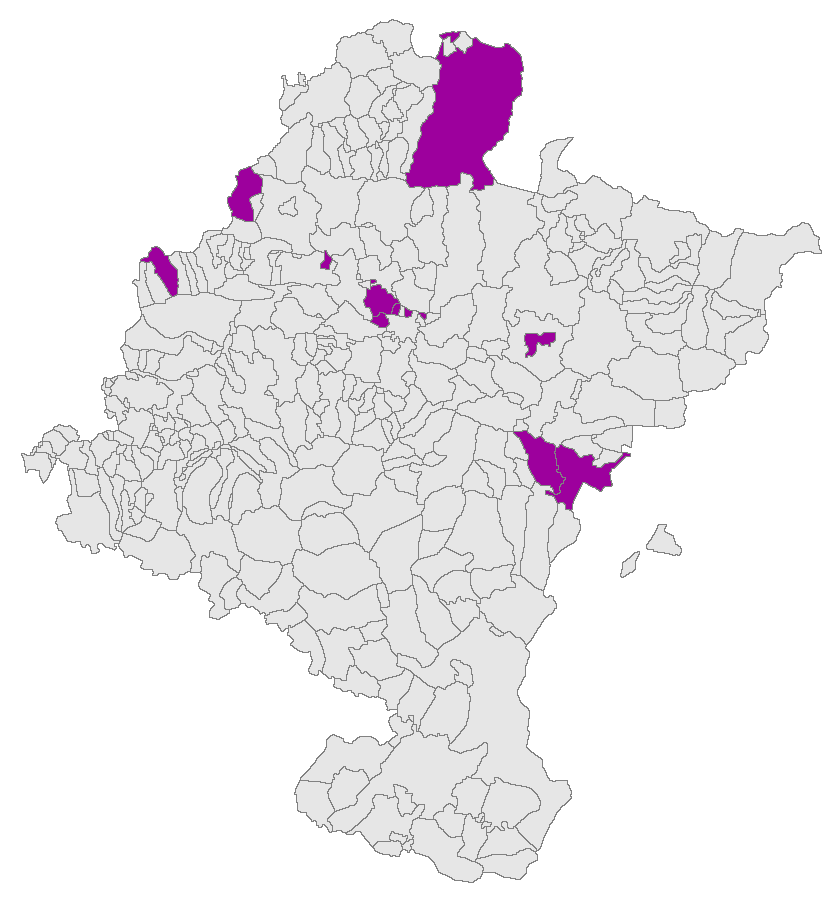
Municipios navarros de la RMTR.
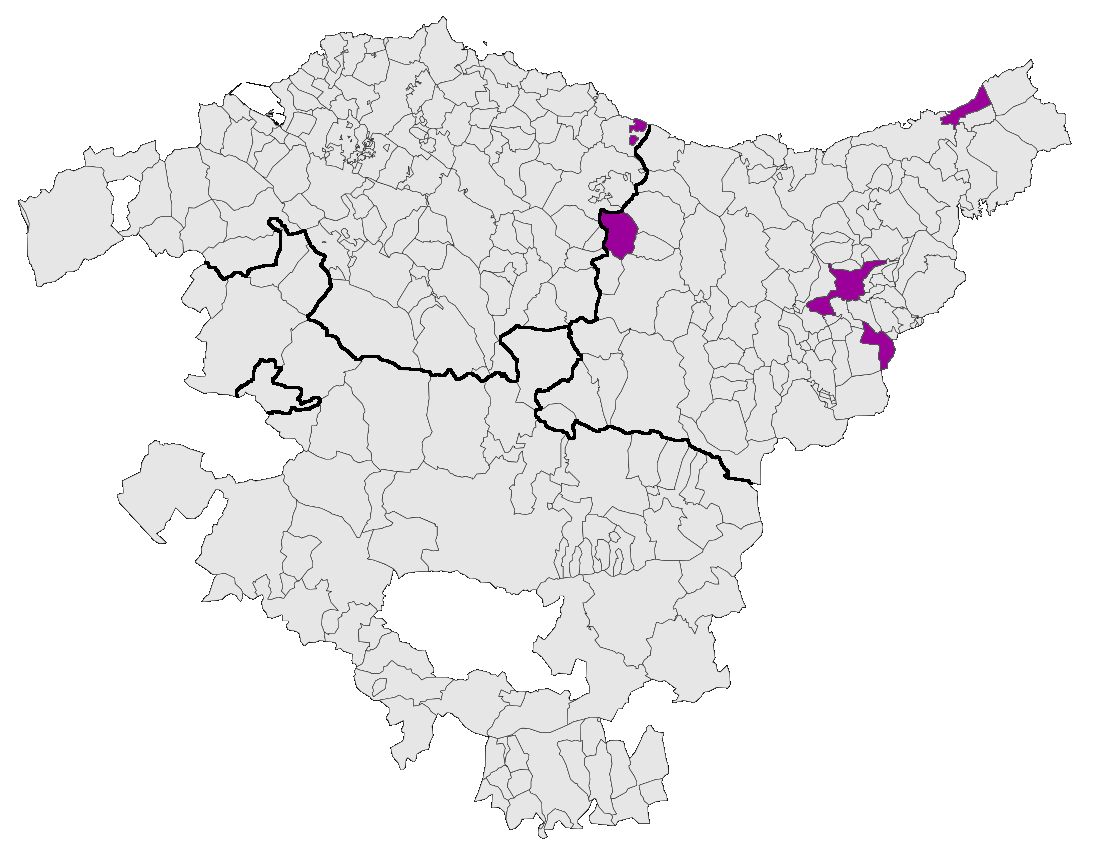
Municipios vascos de la RMTR.
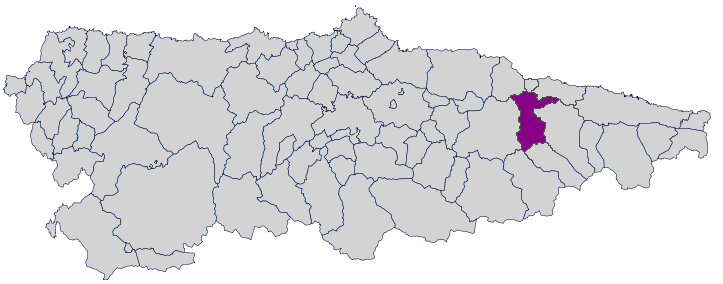
Municipios asturianos de la RMTR.
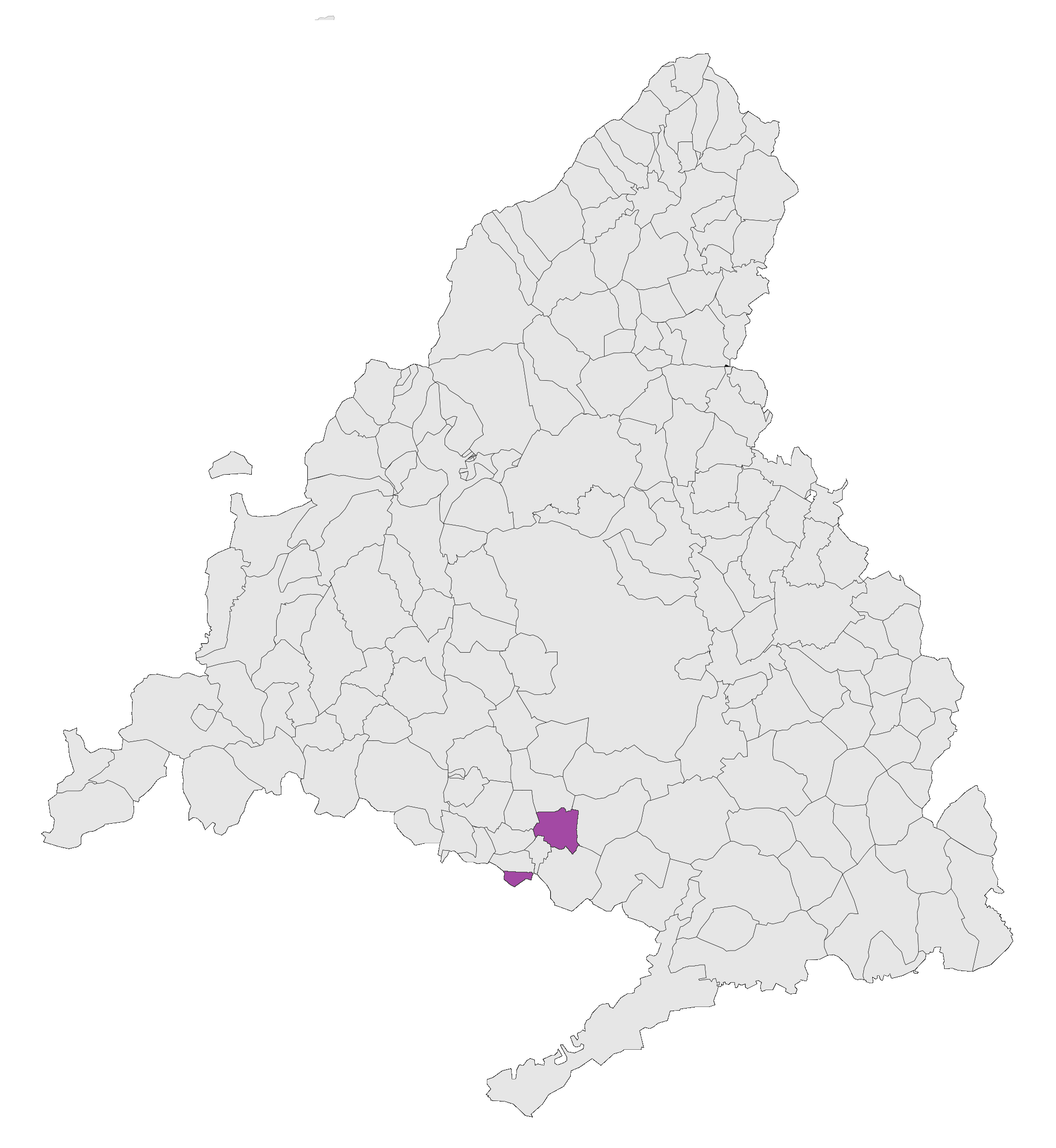
Municipios madrileños de la RMTR.
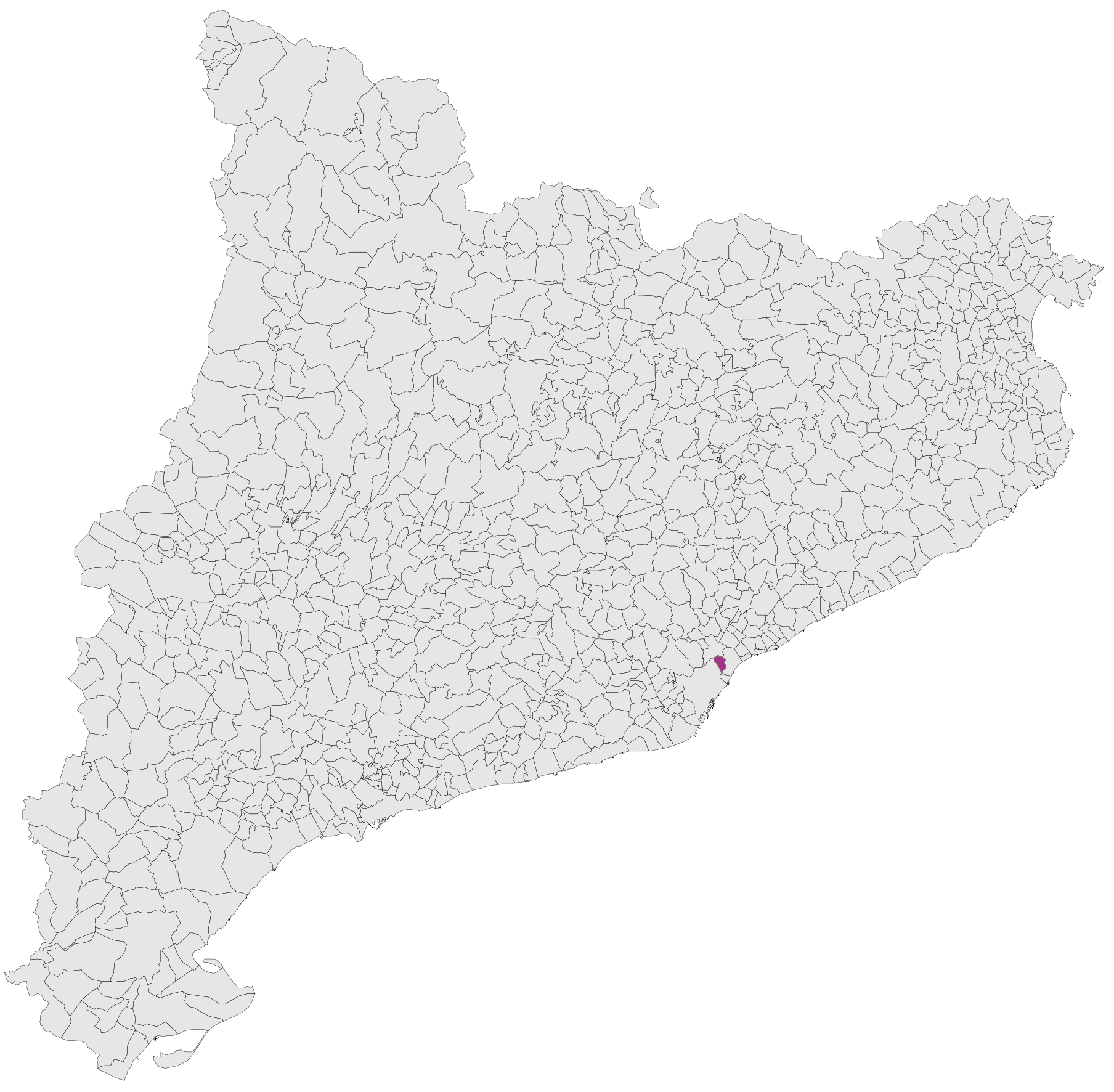
Municipios catalanes de la RMTR.
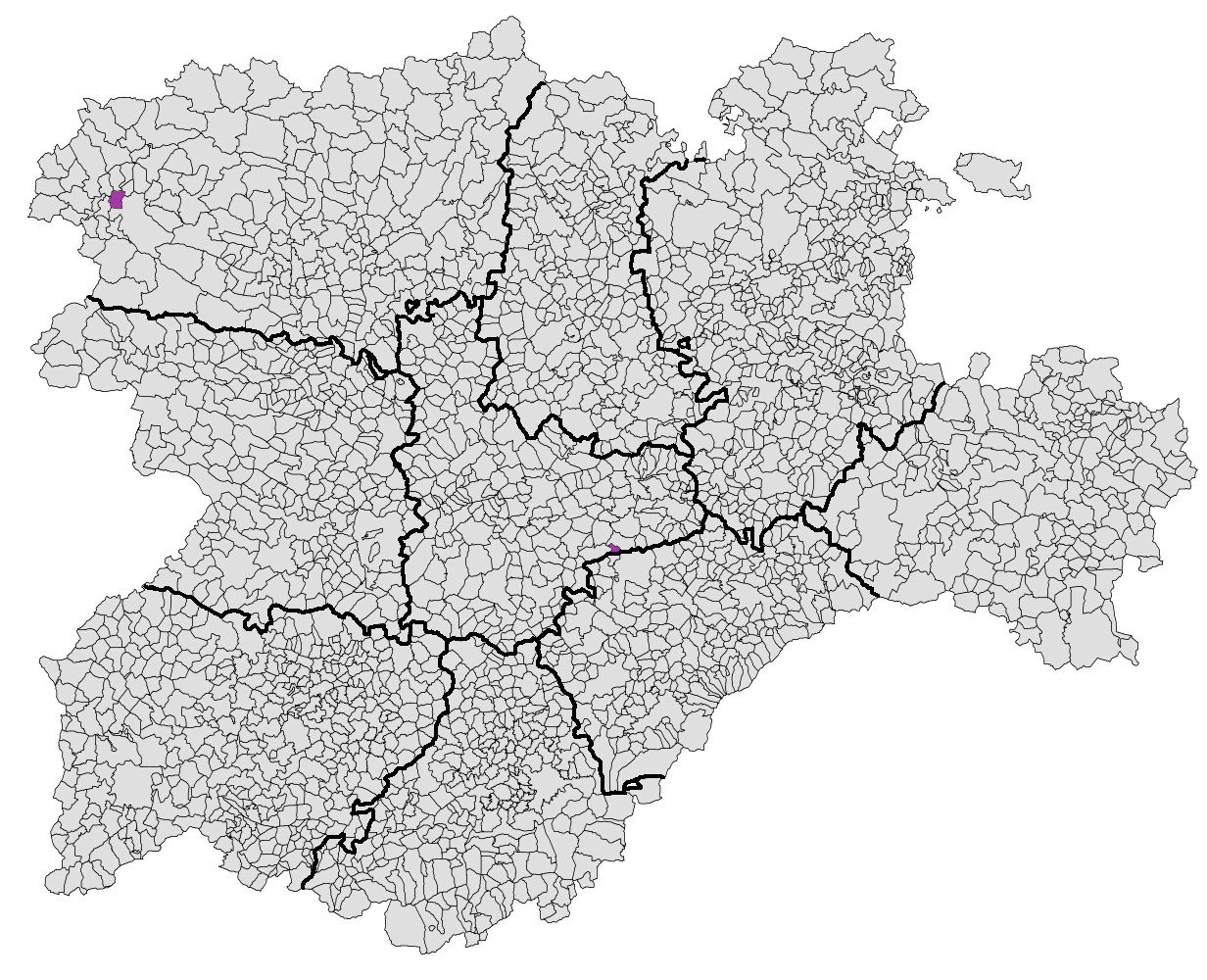
Municipios castellanos y leoneses de la RMTR.
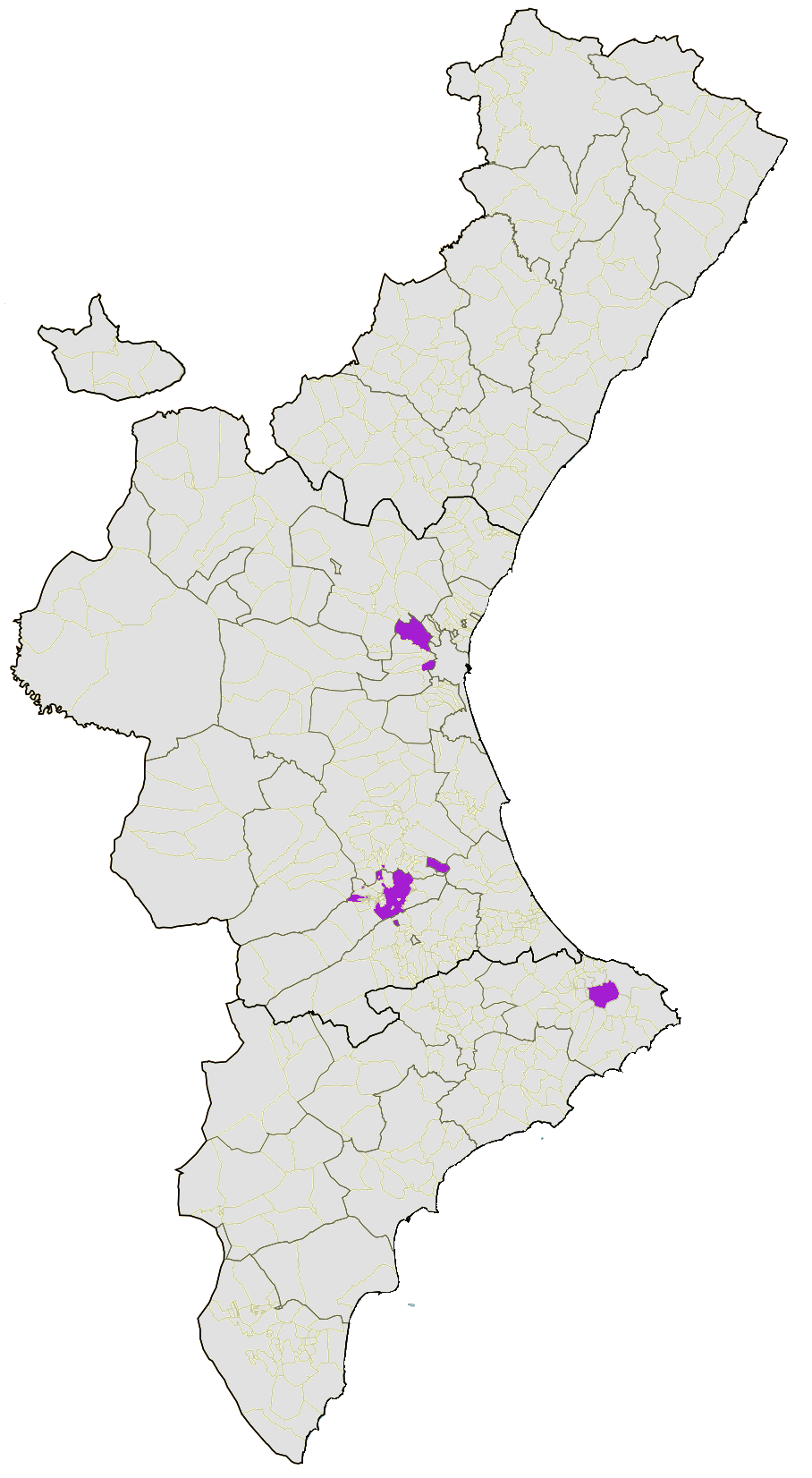
Municipios valencianos de la RMTR.
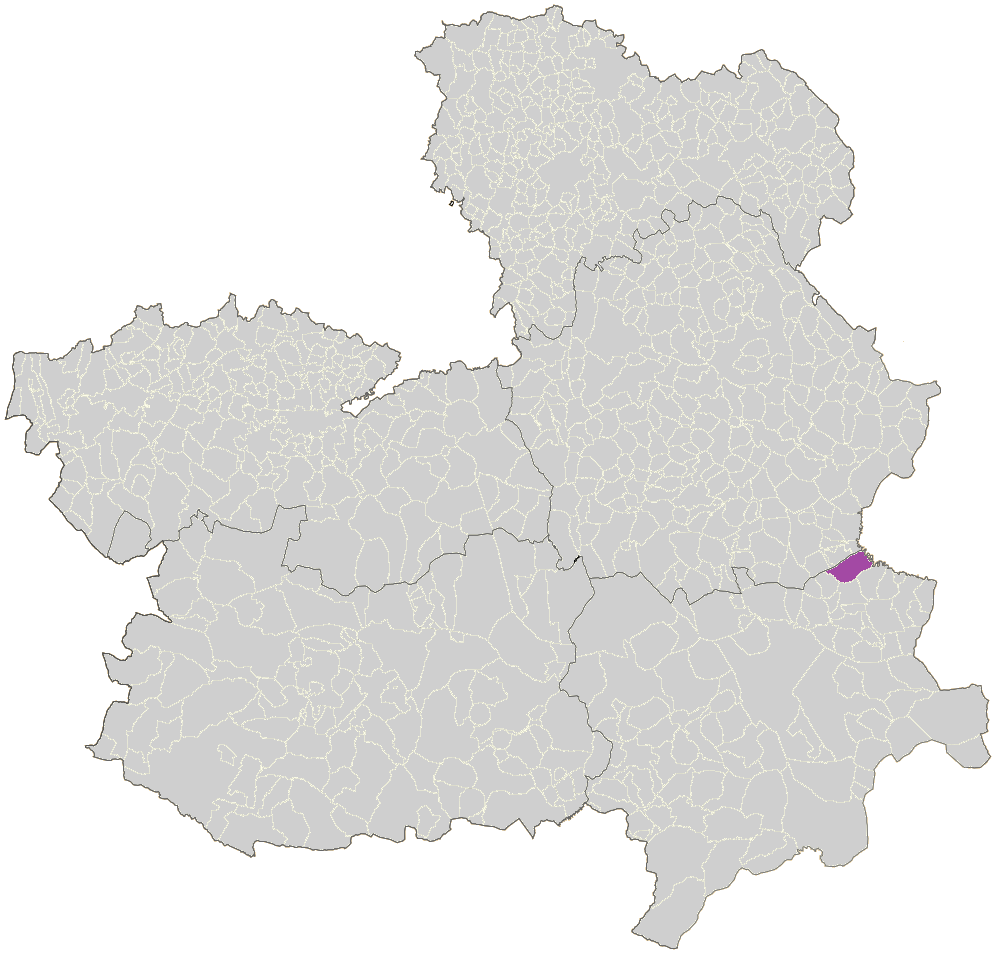
Municipios castellano-manchegos de la RMTR.

## Cargos públicos
En diciembre de 2009 se constituyó la Xarxa de Càrrecs Públics de Catalunya per la III República (Red de Cargos Públicos de Cataluña por la Tercera República).